# 佐藤仁史
佐藤 仁史（さとう よしふみ、1971年 5月15日- ）は、日本の東洋史学者、一橋大学教授、公益財団法人東洋文庫研究員（客員）。オーラル・ヒストリーをはじめとするフィールドワークの方法を文献史学に導入したアプローチにより、中国近現代史や日中関係史を専門として研究している。

## 経歴
1993年8月～1994年7月、慶應義塾大学派遣交換留学生に選抜され、復旦大学国際文化交流学院に留学。この間、復旦大学歴史系樊樹志教授に師事し、明清江南市鎮史、近現代江南農村調査史、明代政治史の講義を聴講した。
1995年に、慶應義塾大学文学部史学科東洋史学専攻を卒業して大学院へ進み、 2000年3月に慶應義塾大学大学院文学研究科博士後期課程史学専攻を単位取得退学した。指導教員は山本英史、可児弘明。その後、財団法人東洋文庫奨励研究員などを経験した（受け入れ教員は岸本美緒）。
2001年、滋賀大学教育学部講師となり、2004年に助教授に昇任し、2007年には制度変更により准教授となった。この間、2003年10月に、「清末民初江南の地方エリートと地域統合」により、慶應義塾大学から博士（史学）学位を取得した。
2009年に一橋大学大学院社会学研究科准教授に転任、2014年に一橋大学大学院社会学研究科教授に昇任した。
国内外における兼任の状況は以下の通り。2009年より、東洋文庫研究員（客員）。2014年より中山大学歴史地理研究中心兼職研究員、『史志研究』編集委員会委員。2015年より、蘇州科技大学歴史系兼任教授。2016年、香港浸会大学近代史研究中心オーバーシーズ・シニア・リサーチ・フェロー。2017年3ー6月、香港中文大学歴史人類学研究中心リサーチ・フェロー（香港卓越学科領域研究「The Historical Anthropology of Chinese Society」プロジェクトによる招聘）、同年6ー8月、香港科技大学人文学院訪問学者。2018年より『歴史人類学学刊』編輯委員会委員。2021年-2022年、中央民族大学歴史文化学院外籍専家（中国科技部高端外国専家引進計画による招聘）。2023年5－7月、香港中文大学歴史系Adjunct Associate Professor。2024年6月-8月、中央民族大学歴史文化学院外籍教授。2024年8月より遼寧師範大学歴史文化学院特聘教授。2024年9月－2025年9月、香港中文大学歴史系Adjunct Professor。2025年8月－2026年1月、台湾・国立曁南国際大学歴史学系客座教授（中華民国国家科学及技術委員会延攬客座科技人材項目による招聘）。
2015年6月、『近代中国の郷土意識：清末民初江南の在地指導層と地域社会』に対して第１回井筒俊彦学術賞が授与された。

## おもな著作

### 単著
- 近代中国の郷土意識：清末民初江南の在地指導層と地域社会、研文出版、2013年
- 近代中国的郷土意識:清末民初江南的地方精英与地域社会、北京師範大学出版社、2017年

### 共著
- 嘉定県事：14至20世紀初江南地域社会史研究、広東人民出版社、2014年（呉滔との共著）
- 垂虹問俗：田野中的近現代江南社会与文化、広東人民出版社、2018年（呉滔、張舫瀾、夏一紅との共著）

### 共編著
- 太湖流域社会の歴史学的研究：地方文献と現地調査からのアプローチ、汲古書院、2007年（太田出との共編著）
- 中国農村の信仰と生活：太湖流域社会史口述記録集、汲古書院、2008年（太田出、稲田清一、呉滔との共編著）
- 中国農村の民間藝能：太湖流域社会史口述記録集 2、汲古書院、2011年（太田出、藤野真子、緒方賢一、朱火生との共編著）
- 近現代中国の芸能と社会：皮影戯・京劇・説唱、好文出版、2013年（氷上正、太田出、千田大介、二階堂善弘、戸部健、山下一夫、平林宣和との共編著）
- 中国皮影戯調査記録集：皖南・遼西篇、好文出版、2014年（中国都市芸能研究会編、氷上正、太田出、千田大介、二階堂善弘、戸部健、山下一夫、平林宣和との共編著）
- 中国江南の漁民と水辺の暮らし：太湖流域社会史口述記録集3、汲古書院、2018年（太田出、長沼さやかとの共編著）
- 中華圏の伝統芸能と地域社会、好文出版、2019年（石光生、邱一峰、山下一夫、氷上正、戸部健、千田大介、平林宣和との共編著）
- 見証：一位農民的新中国70年、浙江大学出版社、2019年（羅雪昌著、杜正貞、陳明華、宮原佳昭、相原佳之との共編）
- 山林、山民与山村：中国東南部山区的歴史研究、浙江大学出版社、2020年（杜正貞との共編）
- 崩壊と復興の時代――戦後満洲日本人日記集（「満洲の記憶」研究会叢書2）、東方書店、2022年（菅野智博、大石茜、湯川真樹江、森巧、甲賀真広との共編著）
- 近現代中華圏における芸能文化の伝播・流通・変容、好文出版、2024年（山下一夫、邱一峰、千田大介、平林宣和、戸部健、二階堂善弘との共著）
- Saksi:Pengalaman Hidup Seorang Petani　Dalam Tempoh Tujuh Puluh Tahun　Sekitar Penubuhan Republik Rakyat China,Green Fiction Publishing (M) Sdn Bhd,2024(Luo Xuechang, Du Zhengzhen, Sato Yoshifumi, Chen Minghua, Miyahara Yoshiaki, Aihara Yoshiyuki,Swee Man).

### 翻訳
- ティモシー・リチャード、中国伝道四五年：ティモシー・リチャード回想録、平凡社東洋文庫、2020年（蒲豊彦・倉田明子監訳）
- 王汎森、近代中国思想の執拗低音――歴史の考え方を振り返る、東方書店、2025年。

### 監修・解説
- 写真記録「満洲」生活の記憶（全６巻・別巻）近現代資料刊行会、2017-2018年（沈潔、趙軍との共監修・解説）

### 論文
- The Recent History of the Fishing Households of the Nine Surnames: a Survey from the Counties of Jiande and Tonglu, Zhejiang Province,in He Xi and David Faure eds.、The Fisher Folk of Late Imperial and Modern China: A Historical Anthropology of Boat-and-Shed Living(London: Routledge,2015),pp.173-182.
- Oral History and the Study of Local Social History in China: The Case of the Rural Society in Taihu Lake Basin Area,Cahiers d'Extreme Asie(31),2023,pp.129-170.
- 「被吟詠的地方記憶：従《南匯県竹枝詞》看清末民初江南的水域社会」『区域史研究』第8編、2023年、97-130頁。
- 「近代中國的郷土史建構：以江蘇南匯《二區舊五團郷志》爲例」『新亜学報』第40巻第1号、2023年、27-61頁。